# Helen Maria Pontes Sotão
Helen Maria Pontes Sotão (1964) es una bióloga, botánica, micóloga, curadora, y profesora brasileña.

## Biografía
En 1986, obtuvo la licenciatura en Ciencias Biológicas por la Universidad Federal de Pará; en 1994, y por la Universidad Federal de Pernambuco, un título de maestría en micología, defendiendo la tesis UREDINALES DE ÁREAS DO ESTADO DO AMAPA, BRASIL, con la supervisión de la Dra. Taciana Barbosa Cavalcanti (1961); y, en 2001, el doctorado en ciencias (botánica) por la Universidad Federal de Pará, siendo becaria del Consejo Nacional de Desenvolvimiento Científico y Tecnológico, CNPq, Brasil, como también para la maestría.
Actualmente es tecnóloga en el Ministerio de Ciencia y Tecnología, ubicado en el Museu Paraense Emílio Goeldi; profesora de posgrado en Botánica Tropical de la Universidad Federal Rural de la Amazonia / MPEG Prof. del programa de posgrado Bionorte. Trabaja en el área de micología, con experiencia en taxonomía de Pucciniales de la Amazonia.

## Algunas publicaciones
- CARMO, L. T.; Monteiro, J. M.; GUSMAO, L. F. P.; SOTAO, H. M. P.; GUTIERREZ, Antonio Hernández; CASTANEDA-RUIZ, R. F. 2014. Anabahusakala, a new genus from the Brazilian Amazon rainforest. Mycotaxon 127: 11-15 resumen en línea

- GOMES-SILVA, Allyne Christina ; SOTAO, H. M. P.; MEDEIROS, P. S.; SOARES, A. M. S.; RYVARDEN, L.; GIBERTONI, T. 2014. Two new species of Rigidoporus (Agaricomycetes) from Brazil and new records from the Brazilian Amazonia. Phytotaxa (en línea) 156: 191-200

- SOARES, A. M. S.; SOTAO, H. M. P.; RYVARDEN, L.; GIBERTONI, T. 2014. Ceriporia amazonica (Phanerochaetaceae, Basidiomycota), a new species from the Brazilian Amazonia, and C. albobrunnea , a new record to Brazil. Phytotaxa (en línea) 175: 176-180

- GIBERTONI, T.; MARTINS JÚNIOR, A. S.; RYVARDEN, L.; SOTAO, H. M. P. 2012. Oxyporus mollis sp. nov. (Agaricomycetes) from the Eastern Brazilian Amazonia. Nova Hedwigia 94: 175-179

- GOMES-SILVA, A. C.; RYVARDEN, L.; MEDEIROS, P. S.; SOTAO, H. M. P.; GIBERTONI, T. 2012. Polyporus (Basidiomycota) in the Brazilian Amazonia, with notes on Polyporus indigenus I.J. Araujo & M.A. de Sousa and P. sapurema A.Moller. Nova Hedwigia 94: 227-238

- MEDEIROS, P. S.; GOMES-SILVA, A. C.; SOTAO, H. M. P.; RYVARDEN, L.; GIBERTONI, T. 2012. Notes on Perenniporia Murrill (Basidiomycota) from the Brazilian Amazonia. Nova Hedwigia 94: 507-519

- CASTRO, C. C.; GUTIERREZ, Antonio Hernández; SOTAO, H. M. P. 2012. Fungos conidiais em Euterpe oleracea Mart. (açaizeiro) na Ilha do Combu, Pará-Brasil. Acta Botanica Brasílica (impreso) 26: 761-771

- MARTINS JÚNIOR, A. S.; GIBERTONI, T.; SOTAO, H. M. P. 2011. Espécies de Ganoderma P.Karst (Ganodermataceae) e Phellinus Quél. (Hymenochaetaceae) na Estação Científica Ferreira Penna, Pará, Brasil. Acta Botanica Brasílica (impreso) 25: 531-533

- CASTRO, C. C.; GUTIERREZ, Antonio Hernández; SOTAO, H. M. P. 2011. Novos registros de fungos anamorfos (hifomicetos) para o Neotrópico e América do Sul Archivado el 14 de abril de 2015 en Wayback Machine.. Revista Brasileira de Botânica (impreso) 34: 515-521

- LEITE, A. G.; ASSIS, H. K.; SILVA, B. D. B.; SOTAO, H. M. P.; BASEIA, I. G. 2011. Geastrum species from the Amazon Forest, Brazil. Mycotaxon 118: 383-392

- FRANÇA, I. F.; SOTAO, H. M. P.; COSTA NETO, S. 2010. Fungos causadores de ferrugens (Uredinales) da Reserva Biológica do Lago Piratuba, Amapá, Brasil. Rodriguesia 61: 211-221

- MONTEIRO, J. M.; GUTIERREZ, Antonio Hernández; SOTAO, H. M. P. 2010. Fungos Anamorfos (hyphomycetes) da Floresta Nacional de Caxiuanã, Pará, Brasil. Novos registros para o Neotrópico. Acta Botanica Brasílica (impreso) 24: 868-870

- FRANÇA, I. F.; SOTAO, H. M. P. 2009. Novos registros de Ferrugens (Uredinales) sobre Fabaceae para o Brasil. Acta Botanica Brasílica (impreso) 23: 860-863

- MARTINS JÚNIOR, A. S.; GIBERTONI, T.; SOTAO, H. M. P. 2008. Diplomitoporus allantosporus (Basidiomycetes): a new record for Brazil. Mycotaxon 106: 195-198

- SOTAO, H. M. P.; HENNEN, J. F.; REZENDE, D. V. 2007. Puccinia caxiuanensis sp. nov. de Uredinales em espécies de Burseraceae no Brasil. Hoehnea (São Paulo) 34: 493-495

- SOTAO, H. M. P.; FRANCA, I. F.; HENNEN, J. F. 2006. FUNGOS DAS FAMILIAS PHAKOPSORACEAE E UROPYXIDACEAE (UREDINALES) DA FLONA DE CAXIUANÃ, PARÁ-BRASILl. Hoehnea (São Paulo) 33 (4): 407-417

- CAMPOS, E. L.; SOTAO, H. M. P.; CAVALCANTI, M. A.; LUZ, A. L. B. 2005. BASIDIOMYCETES DE MANGUEZAIS DA APA DE ALGODOAL - MAIANDEUA, PARÄ, BRASIL. Boletim do Museu Paraense Emílio Goeldi. Série Ciências da Terra, Belém 1 (1): 141-146

## Libros
- SOTAO, H. M. P.; CAMPOS, E. L.; COSTA, S. Do Perpétuo Socorro E. 2004. CADERNOS DE ALFABETIZAÇÃO CIENTÍFICA. MICOLOGIA - DIVERSIDADE DOS FUNGOS NA AMAZÔNIA. Belém: Museu Paraense Emílio Goeldi, 27 pp.

### Capítulos de libros
En Pedro Luiz Braga Lisboa (org.) CAXIUANÃ: PARAÍSO AINDA PRESERVADO. 1ª ed. BelémMuseu Paraense Emílio Goeldi. 2013.
- MONTEIRO, J.; GUTIERREZ, A. H.; SOTAO, H. M. P.; GRANDI, R. A. P. Fungos Conidiais decompositores ocorrentes em Palmeiras e Liquéns associados na Floresta Nacional de Caxiuanã, p. 341-366.
- MEDEIROS, P. S.; SOTAO, H. M. P.; GIBERTONI, T.; CATTANIO, J. H. Fungos Poróides (Agaricomycetes) no Sítio do Programa de Biodiversidade da Amazônia (PPbio) em Caxiuanã, p. 375-385.
- SOTAO, H. M. P.; HENNEN, J. F.; FREIRES, E.; MENDONCA, F.; BRITO, F. M.; FRANCA, I. F.; CASTRO, C. C. Novos Registros de Fungos (Pucciniales) para a Floresta Nacional de Caxiuanã, Amazônia e Brasil, p. 367-374.

- CARVALHO JUNIOR, A. A.; SOTAO, H. M. P. 2010. PUCCINIALES. In: Rafaela Campostrini Forzza et al (orgs.) Catálogo de Plantas e Fungos do Brasil. Río de Janeiro: Instituto de Pesquisas Jardim Botânico do Rio de Janeiro, v. 1, p. 210-242.

En Pedro Lisboa (org.) Caxiuanã: Desafios para Conservação de uma Floresta Nacional na Amazônia. BelémMPEG. 2009
- SOTAO, H. M. P.; HENNEN, J. F.; FRANCA, I. F.; FREIRES, E.; MOURA, M. F.; MARTINS JÚNIOR, A. S.; MEDEIROS, P. S.; Silva, M. F. F. FERRUGENS (UREDINALES - BASIDIOMYCOTA) DA FLONA DE CAXIUANÃ, p. 371-381.
- SOTAO, H. M. P.; GIBERTONI, T.; MAZIERO, R.; BASEIA, I.; MEDEIROS, P. S.; MARTINS JÚNIOR, A. S.; CAPELARI, M. 2009. FUNGOS MACROSCÓPICOS DA FLORESTA NACIONAL DE CAXIUANÃ: BASIDIOMYCOTA (AGARICOMYCETES), p. 383-396.
- GUTIERREZ, Antonio Hernández; MONTEIRO, J.; SOTAO, H. M. P. HIFOMICETOS ASSOCIADOS A PALMEIRAS NA FLORESTA NACIONAL DE CAXIUANÃ, p. 397-405.

- SOTAO, H. M. P. 2007. MICOLOGIA AGRÍCOLA - FUNGOS CAUSADORES DE FERRUGENS: A MICOBIOTA DA AMAZÔNIA. In: Leonor Costa Maia; Elaine Malosso; Adriana Mayumi Yano-Melo (orgs.) Micologia: Avanço no Conhecimento. Recife: Ed. Universitária da UFPE, p. 122-128.

- SOTAO, H. M. P.; CAMPOS, E. L.; GUGLIOTTA, A.; COSTA, Solange Evangelista. 2003. FUNGOS MACROSCÓPICOS : BASIDIOMYCOTINA. In: MARCUS E. B. FERNANDES (org.) OS MANGUEZAIS DA COSTA NORTE BRASILEIRA. SÃO LUÍS-MA: FUNDAÇÃO RIO BACANGA, p. 45-59.

- SOTAO, H. M. P.; GUGLIOTTA, A.; OLIVEIRA, A.; LUZ, A. B.; MELO, O. A. 2002. FUNGOS POLIPOROIDES. In: LISBOA, P. (org.) CAXIUANA: POPULAÇÕES TRADICIONAIS, MEIO FÍSICO E DIVERSIDADE BIOLÓGICA. 1ª ed. Belém-Pará: MUSEU PARAENSE EMILIO GOELDI, p. 433-444.

- SOTAO, H. M. P.; HENNEN, J. F.; GUGLIOTTA, A.; MELO, O. A.; CAMPOS, E. L. 1997. FUNGOS-BASIDIOMYCOTINA. In: LISBOA, P. (org.) CAXIUANA. 1ª ed. BELEM: MPEG, p. 213-219.

## En Congresos
En Resumos 5º Congresso Brasileiro de Micologia, Recife - Universitária da UFPE, 2007
- FREIRES, Érika da Silva; SOTAO, H. M. P.; FRANÇA, I. F. 2007. Fungos da Ordem Uredinales da Reserva Florestal Adolpho Ducke, p. 158-258.
- FRANÇA, I. F.; SOTAO, H. M. P. Uredinales (Basidiomycota) da Reserva Biológica do Lago Piratuba e entorno, Amapá, Brasil, p. 159-159.
- MARTINS JÚNIOR, A. S.; GIBERTONI, T.; SOTAO, H. M. P.; MEDEIROS, P. S. Fungos Xilófilos da Família Polyporaceae na Floresta Nacional de Caxiuanã, estado do Pará, Amazônia Brasileira, p. 179-179.

En Anais V Congresso Latino Americano de Micologia, Brasília/DF - Associação Latino Americana de Micologia, 2005
- SOTAO, H. M. P. Ferrugens da Amazônia Brasileira, p. 192-193.
- MOURA, M. F.; SOTAO, H. M. P.; MARTINS JÚNIOR, A. S. Uredinales sobre Plantas da Classe Lilliopsida da FLONA de Caxiuanã, Pará-Brasil, p. 358.

En Anais IV Congresso Brasileiro de Micologia, Ouro Preto - Programa Oficial e Anais - Sociedade Brasileira de Micologia, 2004.
- SOTAO, H. M. P.; MARTINS JÚNIOR, A. S.; FRANÇA, I. F. Micota Uredinológica da FLONA de Caxiuanã, sobre as famílias Anacardiaceae, Euphorbiaceae, Leguminosae, Malpighiace, Myrtaceae, Rhamnaceae e Sapindaceae, p. 59-59.
- SOTAO, H. M. P.; CAMPOS, E. L.; COSTA NETO, S. BASIDIOMYCETES MACROSCÓPICOS EM ÁREAS DE MANGUEZAIS DO MUNICIPIO DO AMAPÁ, BRASIL, p. 70.

## Revisora de periódicos
- 2004 - actual. Periódico: Hoehnea (São Paulo)
- 2007 - actual. Periódico: Rodriguesia

## Membresías
- Sociedad Botánica de Brasil[6]

- Portal:Biografías. Contenido relacionado con Botánica.
- Portal:Biología. Contenido relacionado con Taxonomía.